# Down by Law
Down by Law (italiensk: Daunbailò) er en amerikansk uafhængig neo-noir komediefilm fra 1986 skrevet og instrueret af Jim Jarmusch. Filmen, der er optaget i sort-hvid, har Tom Waits, John Lurie og Roberto Benigni i hovedrollerne.
Filmens handling er centreret om tre mænd, der anholdes, fængsles og herefter flygter fra fængslet. Den afviger fra traditionelle "fængselsflugt-film" ved at fokusere på samspillet mellem de tre mand frem for på mekanikken bag flugten. Et centralt element i filmen er Robby Müllers langsomt bevægende kameraføring, der viser arkitekturen i New Orleans og bayouen i Louisiana, hvortil de tre cellekammerater flygter.

## Handling
Tre mænd, der ikke i forvejen kender hinanden, bliver arresteret i New Orleans og indsat i samme celle. Både discjockeyen Zack (spillet af Tom Waits) og alfonsen Jack (spillet af John Lurie) er blevet arresteret for en forbrydelse, som de ikke har begået. Deres cellekammerat Bob (spillet af Robert Benigni i sin første internationale rolle), en italiensk turist med minimale engelskkundskaber, er fængslet for uagtsomt manddrab.
Zack og Jack kommer hurtigt op at toppes og undgår derefter at tale med hinanden. Bob har et ukueligt behov for at snakke. Han udtænker en flugtplan, og inden længe er de tre på flugt gennem Louisianas sumpe, der omgiver fængslet. De farer vild i sumpene, og det ulmende had mellem Jack og Zack er tæt på at få gruppen til at splittes, men Bobs evne til at skaffe dem mad får dem til at holde sammen. Trioen kommer til sidst forbi et hus i skoven, hvor Nicoletta (spillet af Nicoletta Braschi) bor. Bob og Nicoletta forelsker sig øjeblikkeligt, og Bob beslutter sig for at blive hos hende i skoven. Zack og Jack går hver til sit - et uudtalt, modvilligt venskab, der hænger mellem dem, mens de skilles.

## Medvirkende
- Tom Waits som Zack
- John Lurie som Jack
- Roberto Benigni som Roberto (aka "Bob")
- Nicoletta Braschi som Nicoletta
- Ellen Barkin som Laurette
- Billie Neal som Bobbie
- Rockets Redglare som Gig
- Vernel Bagneris som Preston
- Timothea som Julie
- L.C. Drane som L.C.
- Joy N. Houck, Jr. som Detective Mandino
- Carrie Lindsoe som ung pige

## Produktion
Kinematograf på produktionen er Robby Müller, som efterfølgende arbejdede med Jarmusch på Mystery Train (1989), Dead Man (1995) og Ghost Dog: The Way of the Samurai (1999).
Benigni og Nicoletta Braschi, hvis karakterer i filmen forelsker sig i hinanden, blev senere gift i det virkelige liv.

## Udgivelse og anmeldelser
Down by Law deltog ved filmfestivalen i Cannes i 1986. Dens italienske titel var den italiensk fonetiske stavemåde af Down by Law, Daunbailò.
På websitet Rotten Tomatoes har filmen har "approval rating" på 88 % på baseret på 32 anmeldelser, med en gennemsnitlig vurdering på 7,7/10. Hjemmesidens konsensus lyder: "Sjov, original og gennemgribende filmisk, viser forfatter-instruktør Jim Jarmusch med Down by Law sig fra sin mest indbydende og stemningsfulde." The New York Times beskrev filmen som en "fabel om poetisk tæthed", med "ekstraordinære præstationer" af de tre hovedaktører. Roger Ebert fra The Chicago Sun-Times gav filmen tre stjerner ud af fire. Han skrev, at Down By Law var for lang, men en "virkelig original film", med en understrøm af finurlig humor, der balancerede det dystre materiale, ligesom han roste filmens "film-noir fotografering."
Ved Bodiluddelingen i 1988 modtog filmen en Bodil for bedste ikke-europæiske film.

## Soundtrack
Filmens soundtrack blev skrevet og fremført af John Lurie, bakket op af et lille jazzensemble, og udgivet som LP på Crammed Discs (Made to Measure, Vol. 14, 1987)
Udover musikken skrevet til filmen indgå en række yderligere sange i filmen:
- " Crying ", skrevet af Roy Orbison og Joe Melson, de første linjer synges af Tom Waits, der sidder alene i en bil, lige før han bliver stoppet af politiet.[8]
- " Jockey Full of Bourbon ", skrevet og fremført af Tom Waits (fra albummet Rain Dogs, 1985), hele sangen spiller over de ellers lydløse tracking-billeder af gaderne i New Orleans.
- " It's Raining ", produceret og angiveligt skrevet af Allen Toussaint, fremført af Irma Thomas. I morgenmadsscenen vælger Roberto sangen fra en jukeboks og danser med Nicoletta til den.[9]
- "Tango Till They're Sore", skrevet og fremført af Tom Waits (fra Rain Dogs), sidste sang i filmen